# Joseph Leser

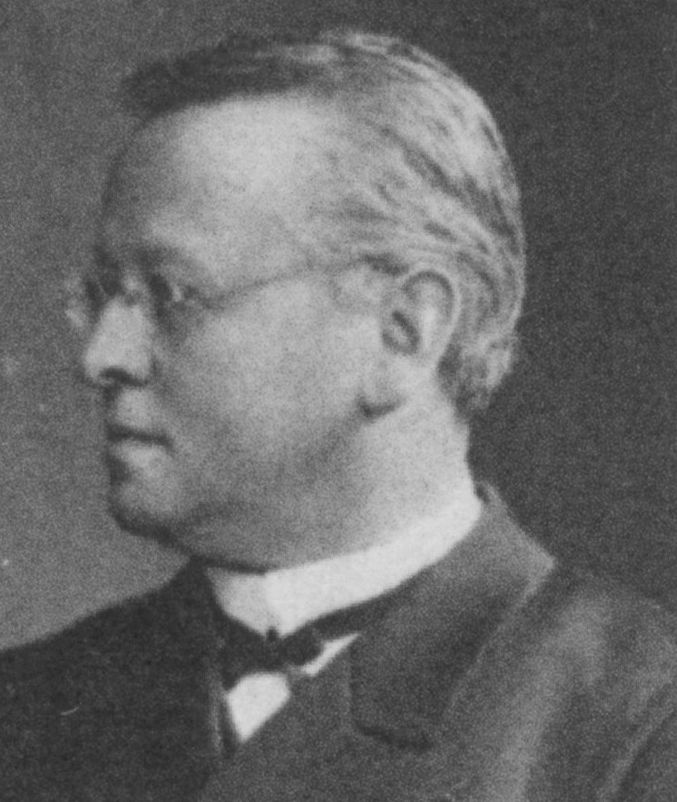
Joseph Leser als Reichstagsabgeordneter 1912

Joseph Leser (* 4. Februar 1846 in Neubaumgarten; † 10. Juni 1914 in Neuhausen) war katholischer Geistlicher und Mitglied des Deutschen Reichstags.

## Leben
Leser besuchte von 1859 bis 1865 das Lyceum in Ravensburg, von 1865 bis 1869 die Universität Tübingen und 1869–70 das Priesterseminar in Rottenburg. Er war Vikar in Eisenharz, Wilflingen, Reichenbach (Oberamt Saulgau) und ebendaselbst Pfarrverweser. Als solcher war er auch in Bolstern und Gunningen. 1876 wurde er Pfarrer in Grünmettstetten und 1898 in Neuhausen auf den Fildern. Ab 1903 war er Kamerer für das Kapitel Stuttgart und ab 1910 Dekan für das Landkapitel Neuhausen. Weiter war er Mitbegründer der Württembergischen Zentrumspartei.
Ab 1903 war er Mitglied des Deutschen Reichstags für den Wahlkreis Württemberg 17 (Ravensburg, Tettnang, Saulgau, Riedlingen) und die Deutsche Zentrumspartei.
Das Mandat endete mit seinem Tode.